# Hakon Hedemann-Gade
Hakon Hedemann-Gade, född 9 december 1891 i Lund, död 21 februari 1966 i Malmö, var en svensk konst- och teaterkritiker.
Hakon Hedemann-Gade var son till försäkringsinspektören Wilhelm Theodor Hedemann-Gade. Efter studentexamen vid Lunds högre allmänna läroverk 1910 blev han student vid Lunds universitet där han 1915 avlade filosofie kandidatexamen. Hedemann-Gade var medarbetare vid konst- och musikavdelningarna vid Folkets Tidning, Lunds Dagblad och Svenska Dagbladet från 1916. Han var från 1917 även extra ordinarie amanuens vid Lunds universitets konstmuseum. Hedemann-Gade blev 1921 filosofie licentiat vid Lunds universitet. År 1921 var han konstanmälare i Svenska Dagbladet, 1922 i Stockholms Dagblad och 1925-1956 i Sydsvenska Dagbladet Snällposten. Hedamann-Gade var 1926-1930 även musikanmälare och 1926-1950 teateranmälare vid Sydsvenska Dagbladet Snällposten.